# Mosch (ród)

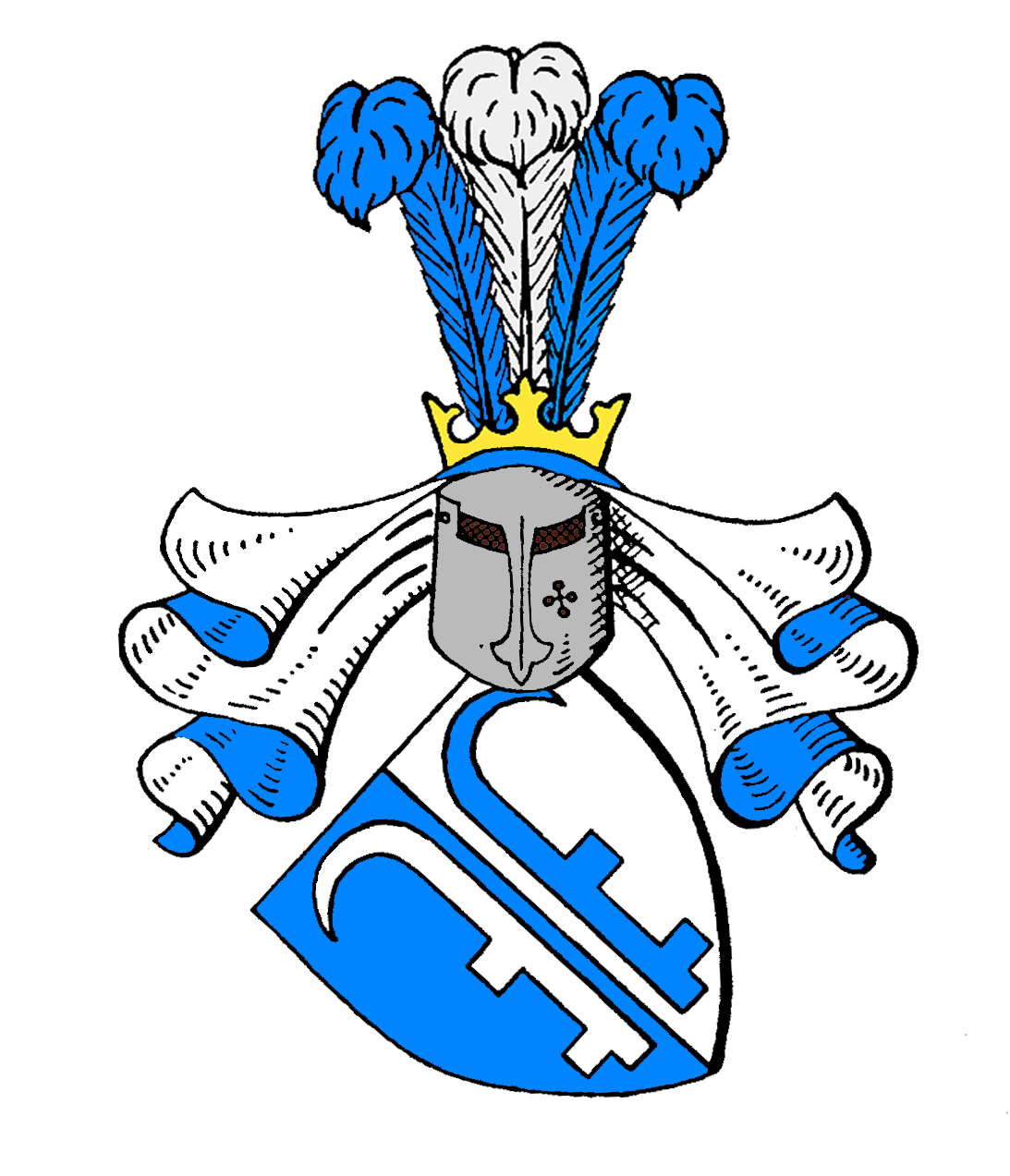
Herb rodu Mosz

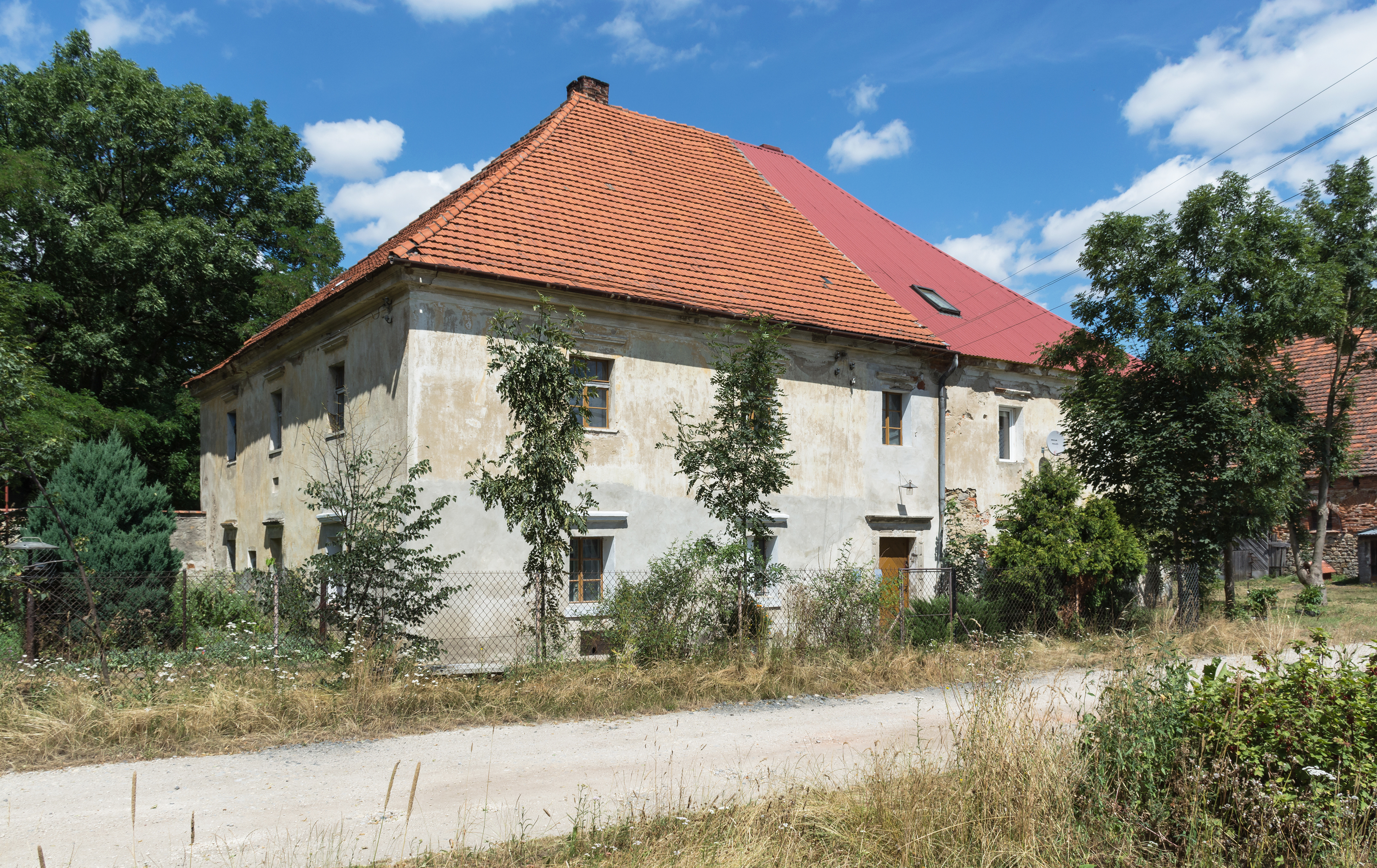
Jedna z posiadłości rodu – Dwór Muszyn w Gorzanowie

Mosch (w Czechach znani jako Mošovský (l. mn. Mošovští) z Moravčín) – śląski ród szlachecki, posiadające swoje dobra na terenie ziemi kłodzkiej i Łużyc. Jego członkowie na przestrzeni dziejów posługiwali się także innymi wariantami nazwiska Mosch takimi jak: Muschow, Muschin, Musche, Mosch, Moschin. 

## Historia
Pierwsza wzmianka historyczna dotycząca rodu Moschów pojawia się w źródłach z 12 grudnia 1245 roku i dotyczy niejakiego Thidricusa de Muschova. Na ziemi kłodzkiej są wymieniani po raz pierwszy w dokumencie z 1295 roku, z kolei w Łużycach w 1427 roku. Pierwsza linia (kłodzka) wygasła w XVII wieku, a łużycka w XVIII wieku.

## Posiadłości na ziem kłodzkiej
- ok. 1347: Ratno Dolne (niem. Niederrathen)
- 1361–1622: Muszyn (niem. Moschenhof) w Gorzanowie (niem. Arnsdorf, od 1670 Grafenort)
- Hans von Moschen posiadał na początku XV wieku Ponikwę (niem. Verlorenwasser)
- Heinrich von Muschin (Moschen) sprzedał w 1328 roku komandorii joannitów w Kłodzku, reprezentowanej przez Henryka z Pragi, dwa łany w Leśnej (niem. Siebenhuben) koło Radkowa.

## Wybrane osobistości
- Felician Mosch von Muritsch (ok. 1556–1609), kawaler Zakonu Maltańskiego i komtur Kłodzka, Lwówka, Złotoryi i Fürstenfeld, radca cesarski i dowódca załogi Zamku Praskiego (1599–1603)
- Carl Rudolph von Mosch (1718–1798) – pruski generał i komendant szlacheckiego korpusu kadetów,
- Christoph Friedrich von Mosch (1733–1821) – pruski generał,
- August Wilhelm von Mosch (1735–1815) – pruski generał-major.